# Anthony Grant (homme politique)
Pour les articles homonymes, voir Grant.
Sir John Anthony Grant (29 mai 1925 - 9 octobre 2016) est un homme politique conservateur britannique. Il est fait chevalier pour service politique et public en 1983. 

## Jeunesse
Il fréquente la St Paul's School de Londres et le Brasenose College d'Oxford. Il sert dans l'armée comme capitaine dans le troisième Dragoon Guards (3e Carabiniers) et devient avocat en 1952.

## Carrière parlementaire
Anthony Grant se présente à Hayes et Harlington, sans succès, en 1959. Il est député de Harrow Central de 1964 à 1983. La circonscription de Harrow Central est abolie lors des changements de limites juste avant les élections générales de 1983. Au cours de cette procédure, il se présente sans succès contre Hugh Dykes, le député en exercice de Harrow East, pour l'investiture dans la circonscription très élargie de Harrow East. Il est député de Cambridgeshire South West de 1983 jusqu'à sa retraite en 1997.
Il est secrétaire parlementaire de la Chambre de commerce et sous-secrétaire parlementaire du ministère du Commerce et de l'Industrie sous le gouvernement Heath de 1970 à 1974, et est un fervent soutien des petites entreprises. De 1974 à 1976, il est vice-président du Parti conservateur. Il ne participe pas aux gouvernements de Margaret Thatcher, mais gagne l'admiration de ses collègues conservateurs « humides ». De l'avis d'Alan Clark, il « l'a toujours détestée ainsi que les valeurs qu'elle défendait ». Dans ses propres mots, Anthony Grant déclare qu'il admirait Thatcher mais « ne s'entendait pas extraordinairement bien avec elle ». Il siège à des comités restreints et parraine le Lloyd's Act de 1982 .

## Vie privée
Il épouse Sonia Isobel Landen, fille de George et Winifred Landen, en 1954 et ils ont un fils et une fille. Il est deux fois maître de la Guilde des hommes libres de la ville de Londres, en 1979/80 et 1997/98. Il décède le 9 octobre 2016 à l'âge de 91 ans.